# Víctor Tomás
Víctor Tomás González  (Barcelona, 15 de fevereiro de 1985) é um handebolista profissional espanhol, campeão europeu.